# Polypogon imberbis
Polypogon imberbis là một loài thực vật có hoa trong họ Hòa thảo. Loài này được (Phil.) Johow miêu tả khoa học đầu tiên năm 1896.